# マラカチン・タス

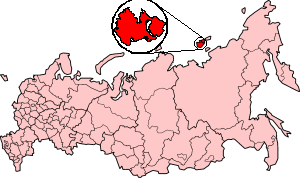
コテリヌイ島

マラカチン・タス（ロシア語: Малакатын-Тас）は、ノヴォシビルスク諸島を構成する島の一つ、コテリヌイ島の山。標高は374mで、ノヴォシビルスク諸島で最も高い。